# Slijpbeek (Deerlijk)
De Slijpbeek en de Kasselrijbeek stromen van zuid naar noord in Deerlijk in de Belgische provincie West-Vlaanderen en monden uit in de Gaverbeek. De Kasselrijbeek vormt ter hoogte van Vichte (Anzegem) de oostelijke grens van Deerlijk. Op de noordgrens van Deerlijk – de grens met Beveren-Leie (Waregem) – stroomt de Biesgrachtbeek dan weer van west naar oost. Deze beek mondt in Waregem eveneens uit in de Gaverbeek. Daarnaast doorkruisen nog de Alfortbeek en de Wijmelbeek het gebied. 
De Veemeersen vormen de omgeving van de Slijpbeek en de Veemeersbeek. Die Veemeersen zijn een overblijfsel van een vroeger meersengebied. Ondanks de intensievere landbouw en de dalende grondwatertafel hebben de Veemeersen een ecologische waarde en bezit het gebied potenties voor natuurontwikkeling. Het is bovendien het enige gebied binnen de gemeente met nog een behoorlijk aaneengesloten oppervlakte. 
De Veemeersen zijn gelegen ten zuiden van de E17 en worden begrensd door de bebouwing van de Statiewijk. Het gebied wordt gekenmerkt door een aaneengesloten weidelandschap. Het is een open laaggelegen landbouwgebied met landschappelijke waarde voor Deerlijk.